# Вікентій-Лев Шептицький
Вікентій-Лев Шептицький, або Вінце́нтій Ві́ктор Лео́н Шепти́цький гербу власного (пол. Wincenty Wiktor Leon Szeptycki; 5 квітня 1782, Личківці — 22 січня 1836, Львів) — польський генерал, учасник листопадового повстання 1830 проти Російської імперії на окупованих нею землях. Представник роду Шептицьких. Його небожем, сином сестри Юліанни, був поет Тимон Заборовський.

## Життєпис
Народився 5 квітня 1782 в с. Личківці (до 17 липня 2020 — Гусятинський район, нині — Чортківський район, Тернопільська область, Україна). Батько — Ян Шептицький (бл. 1750—1782) дідич сіл Личківців і Трибухівців (поблизу Гусятина на Тернопільщині). Мати — Маріанна Бобровська. Дід — летичівський хорунжий. Його кузином був Марко Антоній Шептицький, що мешкав у с. Сарники Горішні Бережанського округу.
У 1809 році відзначився у боях під Ваграмом (тепер м. Дойч-Ваграм, Австрія). За це імператор Наполеон І додав до його герба шпагу.
Нагороджений орденом «Virtuti Militari» (Золотий Хрест, 26 листопада 1810).
Помер 22 січня 1836 у Львові, був похований на Личаківському цвинтарі 24 січня.

### Сім'я
Дружина — Констанція (пом. 1855 або 1857), малярка-аматорка, донька публіциста Міхала Миколая Чацького гербу Свинка. Шлюб — 1818 року.